# Zheng Lihui
Zheng Lihui född den 4 maj 1978 i Xiantao, Kina, är en kinesisk gymnast.
Han tog OS-guld i lagmångkampen i samband med de olympiska gymnastiktävlingarna 2000 i Sydney.